# Кабанильяс Алонсо, Пио
Пио Кабанильяс Алонсо (исп. Pío Cabanillas Alonso; 9 декабря 1958, Мадрид) — испанский государственный деятель и фотограф. Пресс-секретарь испанского правительства с 2000 по 2002 год.

## Биография
Пио Кабанильяс Алонсо родился 9 декабря 1958 года, в семье Пио Кабанильяса Гальяса, известного государственного деятеля времён диктатуры Франко. 
В 1980 году Пио окончил юридический факультет университета Комплутенсе в Мадриде. В 1986 году он получил степень магистра международных отношений во Флетчеровской школе права и дипломатии в Университете Тафтса, в американском Бостоне. 
В 1987 году он стал юристом Комиссии Европейских сообществ (ныне Европейский союз), в Брюсселе. В 1989 году он переехал в Нью-Йорк, чтобы занять должность заместителя генерального юрисконсульта «News Corporation», где он оставался до 1991 года. В декабре того же года он присоединился к Grupo PRISA, где он был генеральным директором «Sogecable». Назначенный генеральным директором «Radio Televisión Española» в 1998 году, он оставался на этом посту до своего назначения пресс-секретарём правительства Хосе Марии Аснара в 2000 году.
После своего увольнения в 2002 году он вернулся в частный бизнес. С 2007 по 2009 год он был корпоративным генеральным директором энергетической компании Endesa. В 2008 году он стал независимым директором игровой компании «Codere». До 2016 года он был генеральным директором по корпоративному имиджу и глобальному маркетингу строительной компании Acciona. С этого же года он занял пост официального представителя «Masampe», компании, принадлежащей братьям Мартинес Сампедро, основателям «Codere». 
В настоящее время он возглавляет медиакомпанию «PROTV», консультирует различные компании и совмещает свою работу с занятием профессиональной фотографией. Он опубликовал несколько книг по фотографии: «Gea», «Siria», «Antigua», «Madame Chi» и другие.

## Награды
Кавалер Большого креста ордена Карлоса III (2002)